# Drassodes bicurvatus
Drassodes bicurvatus är en spindelart som beskrevs av Roewer 1961. Drassodes bicurvatus ingår i släktet Drassodes och familjen plattbuksspindlar.
Artens utbredningsområde är Afghanistan. Inga underarter finns listade i Catalogue of Life.